# Hypocaccus glaucus
Hypocaccus glaucus är en skalbaggsart som först beskrevs av Bickhardt in Michaelsen 1914.  Hypocaccus glaucus ingår i släktet Hypocaccus och familjen stumpbaggar. Inga underarter finns listade i Catalogue of Life.